# Karl Kostka
Karl Kostka, též Carl Kostka (5. května 1870 Mimoň – 23. července 1957 Praha), byl československý politik německé národnosti, meziválečný poslanec a senátor Národního shromáždění za Německou demokratickou svobodomyslnou stranu DDFP, dočasně též za Německé pracovní a volební společenství (DAWG); starosta Liberce.

## Biografie
Jeho otec Franz Kostka byl českého původu, rod Kostků pocházel z dnes již neexistující obce Zahrádka, zatopené v 60. letech 20. století vodní nádrží Švihov, v okrese Ledeč nad Sázavou. Otec Franz Kostka studoval v Praze a pak se usadil v Mimoni. Zde od 70. let 19. století působil jako učitel a mezi lety 1873–1875 řídil Záložní a podpůrný spolek v Mimoni. Franz Kostka se zde stal od roku 1894 zástupcem ředitele a správcem nově vybudované obecné a měšťanské školy a stal se také organizátorem domácího hudebního života. Matka Antonie, rozená Baumannová, byla německého původu a rod Baumann pocházel z Dolní Krupé. Karl Kostka studoval státní gymnázium v České Lípě, po maturitě roku 1888 pak právnickou fakultu německé univerzity v Praze. V roce 1892 promoval a nastoupil coby auskultant na krajský soud v České Lípě. Od roku 1896 působil při obchodní komoře v Liberci.
V roce 1897 se oženil s Luise Würth von Hartmühl (13. 4. 1872 – květen 1945) původem z České Lípy, dcerou Friedricha Würtha Edlera von Hartmühla (1825 Terezín – 29. 9. 1874 Česká Lípa) a Augusty Würth Edly von Hartmühl (roz. Schmeykal) (18. 1. 1829 Česká Lípa – 23. 9. 1917 Česká Lípa), neteří německého liberálního politika Franze Schmeykala. V roce 1898 se jim narodila dcera Hedwig a v roce 1906 syn Friedrich.

## Působení v obchodní komoře v Liberci a založení Německé demokratické svobodomyslné strany DDFP
Při obchodní komoře v Liberci působil nejprve jako koncipient, v roce 1904 postoupil na místo zástupce sekretáře komory a vedle toho vyučoval živnostenské právo na institutu pro podporu živností na státní živnostenské škole. V tomto období sepsal statě v německém jazyce se sociálně-politickou tematikou pro brožury Spolku pro sociální politiku „Podomní obchod v severních Čechách“ (Der Hausiererhandel in Nordböhmen) a „Domácí práce při zpracování surového skla v borském okrese“ (Die Heimarbeit in der Hohlglasindustrie). Pro knihu Vlastivěda okresu Česká Lípa, vydanou v roce 1911 vydavatelskou redakcí Franze Hantschela zpracoval rozsáhlou kapitolu „Průmysl, živnosti a obchod“. Po první světové válce a po vzniku ČSR se rovněž v rámci své činnosti v Obchodní komoře angažoval v oblasti péče o válečné invalidy. Stál u založení libereckého domova pro mrzáky (Krüppelheim) s dílnami pro osoby zraněné ve válce. Podle údajů k roku 1920 byl profesí tajemníkem obchodní komory v Liberci. V lednu 1927 se stal prvním tajemníkem a vedoucím Severočeské obchodní komory. Na konci srpna roku 1919 spoluzakládal s pražskými Němci Brunem Kafkou, Ludwigem Spiegelem a Josefem Jelínkem z Brna Německou demokratickou svobodomyslnou stranu DDFP.

## Úspěšné parlamentní volby v roce 1920
V parlamentních volbách v roce 1920 dokázala nově založená strana DDFP získat 32595 hlasů, což odpovídalo 2,1% německých hlasů a podařilo se jí dostat do parlamentu. Bruno Kafka a Karl Kostka získali dva mandáty v poslanecké sněmovně a Ludwig Spiegel a Josef Jelínek se stali senátory.. Mezi lety 1925–1929 ještě vedl Obchodní komoru v Liberci, od roku 1927 jako její první tajemník a vedoucí Severočeské obchodní komory. Těsně před odchodem z obchodní komory prosazoval spojení Německé demokratické svobodomyslné strany DDFP s Roscheho skupinou odloučenou od Německé nacionální strany DNP. Tímto spojením vznikla politická formace pod názvem Německé pracovní a hospodářské souručenství DAWG.

## Cesta do Senátu 1928–1929 a na libereckou radnici 1929
V parlamentních volbách v roce 1929 získala politická formace DAWG čtyři poslanecká křesla a Karl Kostka získává za tuto politickou formaci senátorské křeslo v Národním shromáždění. Rok 1929 byl zároveň rokem vystoupení z Obchodní komory, zůstal však jejím korespondujícím členem. V Senátu náležel v letech 1929–1935 k Ústavně právní komisi a k Živnostenské a obchodní komisi Senátu, a mezi lety 1935–1938 ke komisi pro techniku a dopravu. V letech 1929–1938 nově vzniklá politická formace DAWG uspěla i při volbách do místního zastupitelstva v Liberci, kdy dokázala získat 8 ze 42 křesel. Ze tří kandidátů, Karl Kostka (DAWG), Eduard Rohm (DNP) a herr Trötscher (KSČ), byl jako starosta Liberce zvolen Karl Kostka. Do starostenského úřadu nastoupil 17. května 1929 jako lídr kandidátky volebního bloku DAWG. Ve funkci starosty do posledních dnů hájil práva místních židů a navázal přátelství s Alfredem Peresem, který později za války působil v londýnském exilu a po návratu do Československa po roce 1945 zůstal rodinným přítelem Kostky. Ještě v září 1938 Karl Kostka založil organizaci Nationalrat aller friedenswilligen Sudetendeutschen..., která sdružovala odpůrce nacismu loajální vůči republice. Zároveň intervenoval během Runcimanovy mise jménem nenacistických Sudetských Němců. Ve 30. letech patřil k předním odpůrcům nacismu a politiky Sudetoněmecké strany. Zůstal přesvědčeným aktivistou (stoupenec vstřícného postoje vůči československému státu, zastánce autonomie na většinových německy mluvících příhraničních oblastech, nikoli jejich odtržení od zbytku tehdejší ČSR). V roce 1936 přijel na jeho pozvání do Liberce prezident Edvard Beneš a promluvil k davu před libereckou radnicí.

## Obhájení senátorského mandátu 1935 a projev v senátu z 9 března 1938
V letech 1935–1938/1939 byl také předsedou Německé demokratické svobodomyslné strany DDFP poté, co Alfred Rosche přešel do Sudetoněmecké strany SdP. V parlamentních volbách v roce 1935 obhájil senátorský mandát, nyní za formaci Sudetendeutscher Wahlblock (Sudetoněmecký volební blok), do níž vstoupila Německá demokratická svobodomyslná strana DDFP a další menší strany jako Sudetoněmecký svaz venkova, Německá dělnická strana DAP, Německá živnostenská strana (DGP), část Německé nacionální strany DNP a menší Maďarská národní strana.
Tehdejší ministerský předseda ČSR Hodža pronesl ve svém projevu 4. března 1938 mírnící slova, proti neustále vrůstajícímu nacionalismu a tlaku Henleinovy SDP. A odmítl každé vměšování do vnitřních záležitostí ČSR. Karl Kostka následně ve svém projevu v senátu 9. března 1938 slova ministerského předsedy Hodži jasně podpořil a zaujal ostré stanovisko ve prospěch Československa. Jeho slova však neměla v budoucnosti zůstat bez následků.

## Situace rodiny Karla Kostky těsně před a první dny po záboru Sudet nacistickým Německem v říjnu 1938
Po projevu v Senátu, z 9. března 1938 přišla štvavá kampaň Henleinovy Sudetoněmecké strany a prezidenta německého textilního průmyslu Theodora Liebiga. Ta vyústila v jeho rezignaci na post starosty Liberce a 4. dubna 1938 opouští Karl Kostka se svou ženou Luisou Würth, na nátlak Sudetoněmecké strany Liberec, který se pro jeho rodinu stal hrozbou. Manželé se usadili v Praze kde se Karl Kostka dále věnoval svým aktivitám proti nacionálnímu socialismu. Od srpna do října 1938 vydával společně s Rakušanem Waldemarem Quaiserem noviny Deutsche Stimmen. V září 1938 byla v Liberci bez finančního odškodnění propuštěna ze zaměstnání jeho dcera Hedwiga, coby učitelka rytmiky a na začátku října 1938 ztratil práci také Kostkův syn Friedrich, který pracoval u Všeobecné akciové pojišťovny Concordia v Liberci. Jako důvod byla uvedena jeho státní nespolehlivost. Obě děti se odstěhovaly za rodiči do Prahy. V listopadu 1938 mu odebrali německé úřady penzi, ale není zmiňován mezi senátory menšinových stran, kteří přišli o mandát v důsledku změn hranic Československa. Ještě v prosinci 1938 hlasoval o ústavních zákonech, a zůstal formálně senátorem až do zrušení parlamentu v roce 1939.

## Existenční nouze a perzekuce po vpádu německých vojsk do Československa 15. března 1939
Po okupaci zbytku Československa byli Karl Kostka a jeho rodina pronásledováni. Již od prvního dne po obsazení byla jeho rodina opakovaně navštěvována gestapem a byly jim opakovaně prováděny domovní prohlídky, Kostka a jeho dcera byli opakovaně předvoláváni na gestapo, kde jim hrozili odebráním majetku a zatčením. Kvůli jeho projevu v Senátu, z 9. března 1938 bylo proti Karlu Kostkovi v Berlíně zahájeno řízení, které pokračovalo dalším řízením v Liberci. Manželka Karla Kostky takový nátlak nesla velmi těžce a onemocněla srdeční chorobou. Rodině pomáhali britští a židovští přátelé. Syn Friedrich byl s největší pravděpodobností povolán do Wehrmachtu. Hedwiga, jediná možná živitelka rodiny nemohla dlouhou dobu najít práci. Vždy a všude byla odmítána s poukazem na to, že práci by mohla získat, jen jako členka strany NSDAP. Pod tlakem hladu a z odpovědnosti vůči rodičům nakonec do NSDAP na konci roku 1939 proti svému přesvědčení vstoupila. Vstup do strany jí pomohl získat místo v Institutu moderních jazyků v Praze. Také Karl Kostka, se žádostí o členství v NSDAP, kterou si podal 27. června 1939, pokusil o znovunabytí odejmuté penze. Žádost byla na základě řízení, které proti němu v Berlíně běželo v únoru 1941 zamítnuta s odůvodněním, že není hoden být členem této strany. Přesto měla podaná žádost za následek navrácení 40% původní penze. Pronásledování Kostkovy rodiny Gestapem však neustávalo a pokračovalo až do roku 1944. Karl Kostka udržoval během války kontakty s Čechy v odporu a podporoval své židovské přátele. V roce 1942 se jeho synovi Friedrichovi a jeho první ženě Hertě narodil syn Michael.

## Pražské povstání, smrt manželky Luisy Kostkové a internace rodiny Kostkových v roce 1945
Při Pražském povstání se nahromaděná nenávist českého obyvatelstva projevila ve svévolných aktech násilí vůči německým spoluobčanům. Byli kolektivně viněni za okupaci a za dlouhá válečná léta. Ani Kostkova rodina nezůstala ušetřena. Na základě udání byli všichni členové rodiny zatčeni a předáni Národnímu výboru. Na cestě ke shromaždišti, v blízkosti Staroměstského náměstí, zranili neznámí pachatelé manželku Karla Kostky Luisu Kostkovou. Byla zasažena do spánku, pravděpodobně kamenem. Tento útok měl za následek selhání srdce, které Luisa Kostková nepřežila. Rodina Karla Kostky byla internována v tehdejších kasárnách Jiřího z Poděbrad. Z internačního tábora v kasárnách nechal Karla Kostku a jeho rodinu přemístit do prostor YMCA Jan Brož, bývalý ministerský rada pro zahraniční záležitosti, který čirou náhodou Karla Kostku objevil při čištění pražských ulic od trosek. Brož dal podnět k rychlému zrušení internace rodiny s odůvodněním, že proti ní neexistují žádná obvinění, že by se její členové někdy chovali nepřátelsky vůči Čechům. Předseda vyšetřovací komise Jan Konečný zvažoval i osobní ochranný doprovod rodiny Kostkových. Karel Kostka ihned po přemístění do prostor YMCA požádal prostřednictvím Jana Brože a Jana Konečného dne 17. května 1945 o znovuudělení československého státního občanství. 20. května 1945 se mohla rodina díky intervenci kanceláře prezidenta republiky vrátit do svého pražského bytu. 25. června 1945 obdržel Karl Kostka potvrzení své žádosti o ponechání československého státního občanství s tím, že vzhledem k jeho dřívější československé státní příslušnosti a antinacistické činnosti, bude až do definitivního znovuudělení státní příslušnosti nadále považován za československého státního občana. Definitivní kladné rozhodnutí o československé státní příslušnosti Karla Kostky a jeho rodiny padlo až 21. října 1948. Celá rodina tak mohla zůstat v Československu. Bez vlivné podpory prezidenta Beneše, pracovníků Kanceláře prezidenta republiky a svého přítele Jaroslava Kvapila by Kostka a jeho rodina měli jen velmi malou šanci zůstat v Československu.

## Poslední roky života strávené v Praze

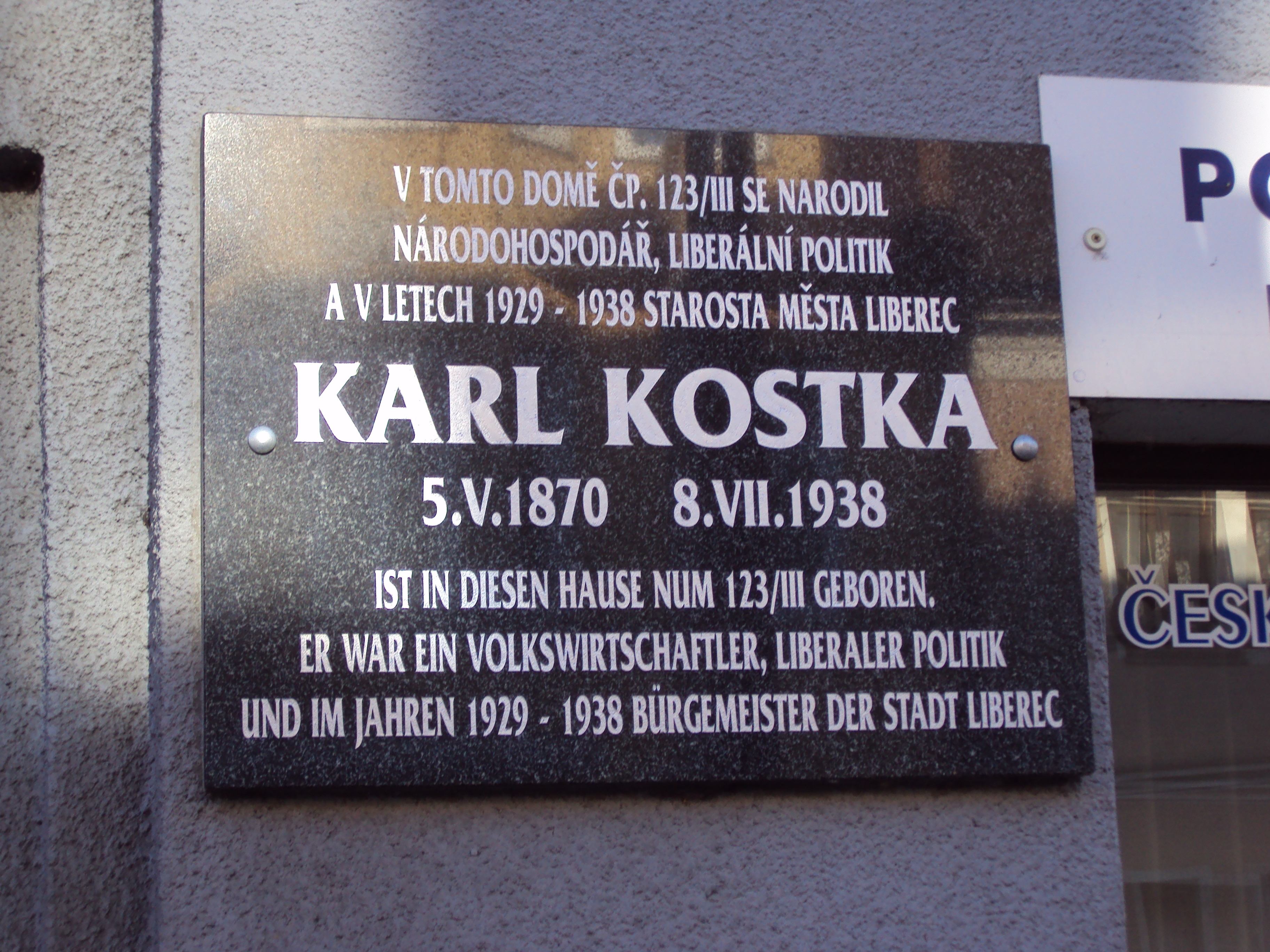
Původní pamětní deska Karla Kostky v Mimoni

Karl Kostka žil až do své smrti v ústraní se svou rodinou v Klimentské ulici čp. 21. Rozptýlení mu přinášely příležitostné domácí koncerty a sám Kostka několik skladeb napsal. Jeho děti Friedrich a Hedwiga drželi rodinu finančně nad vodou výukou němčiny a angličtiny. Bývalý poslanec Josef Zajíc a jeho rodina žili v protějším domě a s Kostkovými se přátelili.
Karel Kostka zemřel ve svých 87 letech, 23. července 1957 v kruhu své rodiny. Na jeho přání rozptýlil syn Friedrich jeho popel v jeho rodné Mimoni.
Původní pamětní deska v rodné Mimoni i některé další prameny uváděly, že Karl Kostka zemřel v roce 1938 na následky nervového zhroucení, které mu přivodila kampaň vedená proti němu stoupenci Konrada Henleina. Databáze poslanecké sněmovny i další prameny naopak uváděly jako správný rok úmrtí 1957. Po zjištění těchto nesrovnalostí byla na dům v Mimoni osazena v listopadu 2011 nová pamětní deska s opravenými biografickými údaji.